# San Jacinto County
San Jacinto County je okres ve státě Texas v USA. K roku 2010 zde žilo 26 384 obyvatel. Správním městem okresu je Coldspring. Celková rozloha okresu činí 1 627 km².